# Dormir (canción)
«Dormir» es una canción interpretada por la cantante chilena Denise Rosenthal. Se lanzó el 5 de noviembre de 2020, bajo la distribución de la discográfica de Universal Music Chile.

## Antecedentes
El 29 de octubre de 2020, a través de sus redes sociales, anunció una nueva canción para el próximo 5 de noviembre. EL 2 de noviembre publicó un adelanto del tema. La cantante comentó que su próximo disco que trabajó por año y medio ya estaba listo cuando llegó la pandemia, es por ello que decidió componer más canciones y modificar su disco original. Horas antes del lanzamiento de la canción, Denise realizó una transmisión en vivo en YouTube para presentar un parte del tema.

## Composición
Sobre el tema la cantante comentó que «esta canción viene a hablar de lo fundamental que es generar tu nido, tu espacio de contención, de protección, de intimidad». La lírica aborda la situación actual sobre la pandemia por COVID.

## Video musical
El video se estrenó el  jueves 5 de noviembre a las 21:00 horas en YouTube. Fue dirigido por la directora y fotógrafa Javiera Eyzaguirre.

## Posicionamiento en listas
| Listas (2020)          | Mejor posición |
| ---------------------- | -------------- |
| Chile (Monitor Latino) | 70             |

## Historial de lanzamiento
| País   | Fecha                  | Formato                     | Discográfica          | Ref   |
| ------ | ---------------------- | --------------------------- | --------------------- | ----- |
| Varios | 5 de noviembre de 2020 | descarga digital, streaming | Universal Music Chile | [ 2 ] |